# Naturkundemuseum Leipzig

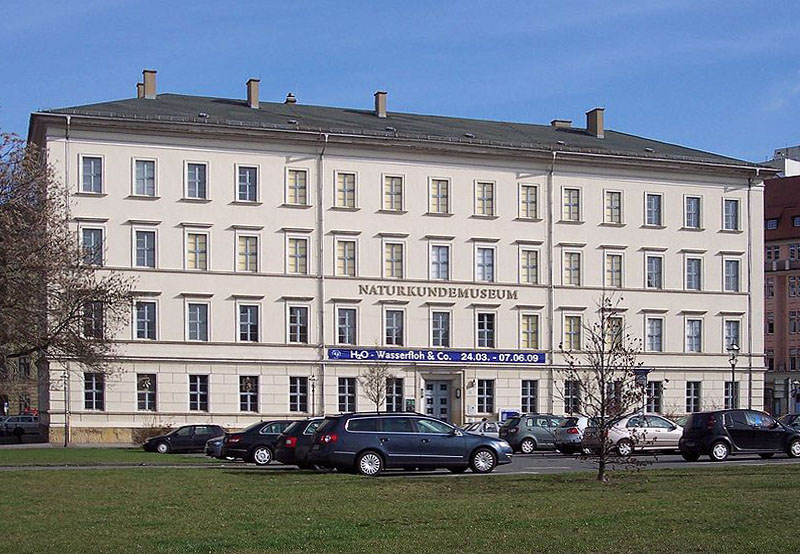
Naturkundemuseum Leipzig

Het Naturkundemuseum Leipzig is een natuurhistorisch museum in het Duitse Leipzig.
Het museum herbergt onder andere de insectenverzameling van Alexander Julius Reichert.